# 167 (tal)
167 är det naturliga talet som följer 166 och som följs av 168.

## Inom vetenskapen
- 167 Urda, en asteroid

## Inom matematiken
- 167 är ett udda tal.
- 167 är ett primtal.